# 伍德福德綠地
伍德福德格林（英語：Woodford Green）是倫敦的一個地區，位於北倫敦的伍德福德地區，大部分地區屬於紅橋倫敦自治市，小部分地區則屬於瓦爾珊森林倫敦自治市。伍德福德森林曾屬於埃塞克斯郡，在1965年劃入大倫敦地區。